# كارلوس لوبوس
كارلوس لوبوس (بالإسبانية: Carlos Lobos)‏ (21 فبراير 1997 بسانتياغو في تشيلي - ) هو مدرب كرة قدم ولاعب كرة قدم تشيلي في مركز الوسط. لعب مع نادي أونيفرسيداد كاتوليكا.

## وصلات خارجية
- كارلوس لوبوس على موقع قاعدة بيانات كرة القدم.إي يو (الإنجليزية)
- كارلوس لوبوس على موقع Soccerway.com (الإنجليزية)
- كارلوس لوبوس على موقع AS.com (الإسبانية)